# Oleg Serebrian
Oleg Serebrian (n. 13 iulie 1969, Hădărăuți, raionul Ocnița) este un politolog, scriitor, diplomat și politician moldovean, din 2025 este ambasadorul Republicii Moldova în Turcia.

## Originea și familia
Tatăl său, Dumitru Serebrian, a absolvit Institutul Agricol din Chișinău, a fost primar al comunei Hădărăuți, apoi șeful secției privatizare a executivului raional Ocnița 
. Mama sa, Larisa Serebrian, a absolvit Institutul de medicină din Chișinău, a fost medic-pediatru la policlinica raională din Ocnița și medic-șef la spitalul raional de ftiziatrie. Soția, Snejana Serebrian, e o fostă colaboratoare a Ambasadei Germaniei în Republica Moldova, absolventă a Institutului European din Nisa. Oleg Serebrian mai are o soră, de specialitate psiholog, măritată cu un diplomat român.

## Studii
A studiat istoria și dreptul la Universitatea "Ion Creangă" din Chișinău și relațiile internaționale la Institutul European din Nisa, după care a urmat studii de specializare la Universitatea din Edinburgh, Școala Națională de Administrație din Paris și Centrul de studii în domeniul securității și diplomației al Universității din Birmingham. În 1998 a susținut doctoratul în științe politice la Academia de Științe a Moldovei. Oleg Serebrian are și un master în teologie susținut la Academia de Teologie Ortodoxă din Moldova. Vorbește limbile română (maternă), rusă, franceză, engleză, germană și italiană.

## Cariera profesională
În 1992 - 1993 a fost secretar II în Direcția Europa și America de Nord a Ministerului Afacerilor Externe (MAE) al Republicii Moldova. Între 1993 și 1994 a fost secretar I în Direcția Europa și America de Nord a MAE al Republicii Moldova și concomitent, lector la catedra de istorie antică și medievală a Universității "Ion Creangă" din Chișinău, apoi, între 1994 și 1995, a fost șeful secției România în Direcția Europa și America de Nord a MAE al Republicii Moldova. 
Între 1998 și 1999, după susținerea tezei de doctor, revine în ministerul de externe de la Chișinău, ocupând concomitent funcțiile de șef al Direcției Analiză Politică și purtător de cuvânt al ministrului. Din 1999 până în 2005 a fost prorector al Universității Libere din Moldova (ULIM). Între 2005 și 2010 a fost deputat în Parlamentul Republicii Moldova, în 2005-2006 fiind membru al Biroului Permanent al Parlamentului. Din iulie 2010 pînă în iulie 2015, a fost Ambasadorul Republicii Moldova în Franța și delegat permanent al Republicii Moldova la UNESCO. La 7 decembrie 2010 Oleg Serebrian a fost ales, pentru un mandat de doi ani, Președinte al Congresului Uniunii Latine
. Din noiembrie 2015 până în ianuarie 2022, a fost Ambasadorul Republicii Moldova în Germania.
La 19 ianuarie 2022 a fost numit viceprim-ministru al Republicii Moldova, responsabil de dosarul de reintegrare, funcție din care a demisionat la 22 iulie 2025 în legătură cu preluarea mandatului de ambasador al Republicii Moldova în Turcia. 

## Cariera politică
Între anii 2001 și 2008 a fost președintele Partidului Social-Liberal. La 10 februarie 2008, în urma fuziunii Partidului Social-Liberal cu Partidul Democrat din Moldova, a fost ales prim-vicepreședinte al PDM, funcție din care a demisionat în iunie 2010, după numirea sa ca Ambasador al Republicii Moldova în Franța.

## Activitatea în sectorul neguvernamental
Oleg Serebrian este un militant federalist european, membru al Uniunii Federaliștilor Europeni. În 1997 a fondat Institutul de studii europene din Moldova, prima organizație neguvernamentală moldovenească specializată în probleme de integrare europeană. Din 1997 este membru al Consiliului Centrului Internațional de Formare Europeană, iar între 1999 și 2010 a fost președintele secției moldovenești a Mișcării Europene. Din 2013 este membru al Uniunii Scriitorilor din Moldova, iar din 2025 este și membru al Uniunii Scriitorilor din România

## Activitatea de cercetare
Începând cu anul 1998 Oleg Serebrian a ținut prelegeri și la: Institutul European din Nisa, Institutul European al Universității Catolice din Louvain (Belgia), Universitatea "Harvard", Institutul European al Universității "Babeș-Bolyai" din Cluj, Academia Diplomatica din Viena ș.a. Este autorul mai multor studii de geopolitică și geografie politică (tratează cu precădere subiecte legate de zona Caucazului și Mării Negre). Din 1998 este membru al Consiliului Științific al Institutului European din Nisa.

## Distincții
În 2000, pentru contribuție la dezvoltarea științelor politice, a fost decorat cu ordinul "Steaua României" (cea mai înaltă distincție oferită de Statul român) în grad de ofițer. În 2012 i s-a decernat Premiul Special al Uniunii Scriitorilor din Moldova pentru romanul Cântecul mării. La 10 iulie 2015 a fost decorat de președintele francez Francois Hollande cu Ordinul Național de Merit pentru aportul adus la dezvoltarea relațiilor moldo-franceze și promovarea valorilor francofoniei. În 2019 a primit Premiul Uniunii Scriitorilor din Moldova pentru romanul Woldemar. La 17 ianuarie 2020 a fost decorat de Președintele Republicii Moldova cu Ordinul "Gloria Muncii" . La 18 ianuarie 2022, Președintele RFG Frank-Walter Steinmeier l-a distins cu Ordinul Marii Cruci de Merit a Germaniei.. În 2022, pentru romanul Pe Contrasens, a primit Premiul literar PEN-România. În 2025, la finalul mandatului de vicepremier, a fost decorat cu Ordinul Sf. Dionisie al Mitropoliei Chișinăului și a întregii Moldove.  

## Volume publicate
- Geopolitica spațiului pontic, Cluj Napoca, Editura Dacia, 1998, ISBN 973-35-0759-8; ediția franceză : Autour de la mer Noire: Géopolitique de l'espace pontique, Perpignan, 2010, Editura Artège, ISBN 978-2-36040-022-5
- Politosfera, Chișinău, Editura Cartier, 2001, ISBN 9975-79-092-5
- Politică și geopolitică, Chișinău, Editura Cartier, 2004, 2024 (ediție revăzută și adăugită), ISBN 9789975867351
- Dicționar de geopolitică, Iași, Editura Polirom, 2006, ISBN 973-46-0237-3
- Despre geopolitică, Chișinău, Editura Cartier, 2009, ISBN 978-9975-79-558-6
- Cântecul mării (roman), Chișinău, Editura Cartier, 2011, ISBN 978-9975-79-720-7; ediția germană: Tango in Czernowitz, Halle, Mitteldeutscher Verlag, 2022, ISBN 9783949749018
- Rusia la răspântie: geoistorie, geocultură, geopolitică, Chișinău, Editura Cartier, 2014, ISBN 9975-79-902-7; ediția franceză: La Russie à la croisée des chemins: géohistoire, géoculture, géopolitique, Paris, 2016, Editura Harmattan, ISBN 978-2-343-11069-1
- Woldemar (roman), Chișinău, Editura Cartier, 2018, ISBN 978-9975-86-317-9
- Pe Contrasens (roman), Chișinău, Editura Cartier, 2021, ISBN 978-9975-79-907-2; ediția poloneză: Pod prąd, Wroclaw, Wydawnictwo Amaltea, 2023, ISBN 9788365989161